# 岡崎呼人
岡崎 呼人（おかざき よひと、10月30日 - ）は、日本の漫画家。長野県出身。さそり座のB型。
「僕が妊婦だった頃」で第235回HMC佳作受賞。1995年、「魚の名前」で第20回白泉社アテナ新人大賞新人賞受賞。2006年、『わんの実』で第31回白泉社アテナ新人大賞デビュー優秀者賞受賞。主に、『別冊花とゆめ』にて少女漫画を発表している。代表作は『わんの実』。

## 書籍
- 『わんの実』白泉社〈花とゆめコミックス〉2006年 - 2007年、全2巻
  1. 2006年8月、ISBN 4-592-18848-9
    - わんの実（花とゆめプラス 2004年9/15号、別冊花とゆめ 2005年3月号、花とゆめプラス 2005年4/25・10/25号）
    - 僕が妊婦だった頃（花とゆめプラネット増刊 1995年11/15号）

  2. 2007年9月、ISBN 978-4-592-18862-9
    - わんの実（別冊花とゆめ 2006年9・11月号、別冊花とゆめ 2007年1・3・6月号）
- 『ミズイロルルブン』ナンバーナイン 2019年 - 、短編集
  1. 2019年12月　※電子書籍のみ
    - 愛隠し（ザ花とゆめ 2001年8/1号）
    - 南へ（ザ花とゆめ 2002年4/1号）
    - 巣バコ（別冊花とゆめ 2007年11月号）
    - ベビーサンダー（別冊花とゆめ 2012年5月号）
    - 明日のしおり（別冊花とゆめ 2013年5月号）

  2. 『ミズイロルルブン(2) 君とぼく』2022年3月　※電子書籍のみ
    - ベルの女（花とゆめ 2003年9号）
    - うさぎ音符（花とゆめ 2006年14号）
    - 渇水（ザ花とゆめ 2003年10/1号）
    - 冬あめ（別冊花とゆめ 2006年1月号）
    - 紅葉（別冊花とゆめ 2016年1月号）
    - ブルーブルーブルー（ザ花とゆめ 2002年1/1号）

## 単行本未収録作品

### デビュー後 - 1999年
- 魚の名前（花とゆめプラネット増刊 1996年8/15号）
- 10月最初の日曜日に（花とゆめプラネット増刊 1996年10/15号）
- 手紙の人（花とゆめステップ増刊 1998年1/15号）
- 彼らの選択（花とゆめステップ増刊 1998年6/15号）
- 続くのは空の色（花とゆめステップ増刊 1998年8/15号）
- 赤のアリス（花とゆめ 1998年19号）
- 遅刻時間（花とゆめステップ増刊 1998年12/15号）
- 木もれび裁判（花とゆめ 1999年13号）
- 魔法使いサトー。（花とゆめ 1999年16号、花とゆめステップ増刊 1999年12/1号）

### 2000 - 2004年
- オモチャナース（ザ花とゆめ 2000年3/1号）
- 朝のこと（花とゆめ 2000年14号）
- 海を聴く（ザ花とゆめ 2000年10/1号）
- 魔法使いサトー。（ザ花とゆめ 2002年10/1号）
- 小説家と娘（別冊花とゆめ 2003年9月号）
- 少年劇（別冊花とゆめ 2004年5月号）

### 2005 - 2009年
- セ氏音符（別冊花とゆめ 2006年5月号）